# 社会心理性危害
社会心理危害（英語：Psychosocial hazard）或工作压力源是与工作的设计，组织和管理方式以及工作的经济和社会背景有关的任何职业危害。 与其他三类职业危害（化學的，生物的，和物理的）不同，它们不是来自物理物质或物体。
社会心理危害会影响工人的心理和身体健康，包括工人参与其他人的工作环境的能力。 它们不仅引起精神和心理后果，例如职业倦怠，焦虑症和抑郁，而且还可能导致身体伤害或疾病，例如心血管疾病或肌肉骨骼损伤。 社会心理风险与工作安排以及工作场所暴力相关，在国际上被公认为是对职业安全与健康以及生产力的重大挑战。

## 危害的類型
一般來說，工作場所壓力可以定義為工作需求與可用於應對這些需求的身體和精神資源之間的不平衡。 已經提出了幾種工作場所壓力模型，包括工作需求和員工控制之間的不平衡，努力和獎勵之間的不平衡，以及普遍關注健康。
根据欧洲工作安全与健康署的调查，最重要的心理社会危害-工作压力源-是：
- 工作压力（英语：Job strain）
- 努力回报不平衡
- 缺乏主管和同事的支持
- 工作时间长
- 工作强化
- 精益生产和外包
- 情緒勞動
- 工作與生活的平衡
- 工作不安全（英语：Job security）
- 不稳定的工作（英语：Precarious work）

其他社會心理危害包括：
- 有毒職場（Toxic workplace）或敵對的工作環境
- 缺乏感知到的組織支持 (POS) ，包括感知到的心理契約違反 (PPCV)
- 缺乏工作與生活的平衡，包括工作與家庭的衝突
- 缺乏人與環境的契合度
- 微觀管理
- 輪班工作制

此外，從物理或化學危害的角度來看，被認為是可接受的噪音或空氣質量水平可能仍然會帶來心理社會危害，因為它們會令人討厭、刺激或引起對環境對其他健康影響的恐懼。

## 影响
在工作场所暴露于社会心理危害中，不仅可能对个别员工产生心理和生理上的伤害，而且还可能在社会上产生进一步的影响-降低地方/国家经济的生产率，腐蚀家庭/人际关系，并产生负面的行为结果。